# Lipovec (powiat Rymawska Sobota)
Lipovec – wieś (obec) na Słowacji położona w kraju bańskobystrzyckim, w powiecie Rymawska Sobota. Pierwsze wzmianki o miejscowości pochodzą z roku 1413. 
Według danych z dnia 31 grudnia 2012, wieś zamieszkiwały 94 osoby, w tym 46 kobiet i 48 mężczyzn.
W 2001 roku rozkład populacji względem narodowości i przynależności etnicznej wyglądał następująco:
- Słowacy – 76%
- Czesi – 1,33%
- Węgrzy – 17,33%

Ze względu na wyznawaną religię struktura mieszkańców kształtowała się w 2001 roku następująco:
- Katolicy rzymscy – 34,67%
- Ewangelicy – 54,67%
- Prawosławni – 2,67%
- Ateiści – 2,67%
- Nie podano – 5,33%